# Garante per la sorveglianza dei prezzi
Il Garante per la sorveglianza dei prezzi (colloquialmente noto come Mister Prezzi) è una figura italiana istituita per la prima volta dalla Legge finanziaria 2008.
Il compito dell'istituzione è quello di vigilare sul corretto andamento dei listini e dei prezzi sul mercato. La legge non prevede alcuna possibilità di sanzione, per cui i suoi poteri sono piuttosto limitati. L'obiettivo è quello di operare ad un rafforzamento dei controlli e della sorveglianza sui prezzi al fine di garantire un mercato corretto in difesa dei cittadini consumatori.

## Elenco dei garanti
- Antonio Lirosi (gennaio 2008-febbraio 2009)
- Luigi Mastrobuono (febbraio 2009-luglio 2009)
- Roberto Sambuco (luglio 2009-luglio 2012)
- Gianfrancesco Vecchio (ottobre 2012-30 novembre 2016)
- Andrea Napoletano (19 giugno 2017-31 luglio 2018)
- Salvatore Barca (3 gennaio 2019-aprile 2021)
- Benedetto Mineo (maggio 2021-in carica)

## Riferimenti normativi
- Art. 2 commi 198-202 della Legge 24 dicembre 2007, n. 244 - Disposizioni per la formazione del bilancio annuale e pluriennale dello Stato (legge finanziaria 2008)
- Art. 7 del Decreto-legge 21 marzo 2022, n. 21 - Misure urgenti per contrastare gli effetti economici e umanitari della crisi ucraina.